# Otomyinae
Gli Otomiini (Thomas, 1896) sono una delle cinque sottofamiglie in cui si suddivide la famiglia dei Muridi.

## Descrizione
Gli appartenenti a questa sottofamiglia hanno caratteristici denti masticatori larghi, con la corona elevata e con la superficie occlusiva formata da una serie di lamine trasversali. Il terzo molare, a differenza di tutti gli altri Muridi è il dente masticatore più grande. Gli incisivi sono spessi e attraversati da uno o più solchi longitudinali. Il corpo è tozzo, la testa è rotonda, simile a quella delle arvicole, la coda è ricoperta di peli e generalmente più corta della testa e del corpo.

## Distribuzione e habitat
Gli Otomiini sono roditori terricoli diffusi nell'Africa subsahariana.

## Tassonomia
La sottofamiglia è suddivisa in 3 generi:
- Myotomys - Incisivi inferiori privi di solchi longitudinali. Bolla timpanica di proporzioni normali.
- Otomys - Incisivi inferiori attraversati da solchi longitudinali. Bolla timpanica di proporzioni normali.
- Parotomys - Incisivi inferiori privi di solchi longitudinali. Bolla timpanica rigonfia.